# Раск, Фанни
Фанни Раск (швед. Fanny Rask; 21 мая 1991, Лександ, Швеция) — шведская хоккеистка, игравшая на позиции левого нападающего. Выступала за шведские клубы: «Эребру», «Линчёпинг», «Лександ», АИК и ХВ71. Завершила хоккейную карьеру в июле 2020 года. Игрок национальной сборной Швеции, в составе которой выступала на трёх чемпионатах мира (2016, 2017 и 2019) и на двух Олимпиадах (2014 и 2018). Сыграла более 100 матчей за национальную команду. Была участником забастовки шведских хоккеисток после чемпионата мира 2019 года. В составе юниорской сборной Швеции становилась бронзовым призёром чемпионата мира до 18 лет (2009). Чемпионка Швеции 2013 года в составе АИКа. Младший брат, Виктор Раск, является известным хоккеистом, игравшим за сборную Швеции и проведшим более четырёхсот матчей в Национальной хоккейной лиге (НХЛ).

## Биография

### Ранние годы. Первая Олимпиада
Фанни Раск родилась в Лександе. Она воспитывалась в хоккейной семье. Её дядя, Питер Эмануэльссон, был тренером во втором дивизионе чемпионата Швеции. Двоюродные братья Эмануэльссон, Саймон и Каспер, играли в хоккей с шайбой на невысоком уровне. Больших успехов добился младший брат Фанни, Виктор Раск, который был выбран на драфте НХЛ 2011 во 2-м раунде под 42-м общим номером и сыграл более четырёхсот матчей в сильнейшей лиге мира. В детстве Фанни играла вместе с мальчиками за юношескую команду «Лександа». Она также играла за одну команду вместе со своим братом. С Виктором они много времени проводили за игрой в хоккей с мячом у себя в саду. По словам Фанни, в «Лександе» мало внимания уделяли женскому хоккею, из-за чего её тренировки проводились поздно вечером. В 14 лет Раск начала играть за «Эребру» в первом дивизионе женского чемпионата Швеции. После одного из успешных матчей Раск впервые дала интервью местным СМИ. В 2007 году она перешла в «Линчёпинг», начинавший выступать в новой образованной женской лиге — Рикссериен. В первый свой сезон Раск вошла в тройку лучших бомбардиров команды, набрав 12 (7+5) результативных баллов в 14-ти матчах. Фанни получила приглашение в юниорскую сборную Швеции для участия в первом розыгрыше чемпионата мира до 18 лет. Шведки не сумели завоевать медали, заняв четвёртое место. В следующем сезоне Раск продолжила оставаться одним из самых результативных игроков «Линчёпинга». В январе 2009 года она приняла участие на своём втором юниорском чемпионате мира. Фанни заработала 3 (1+2) очка в 5-ти матчах и помогла сборной завоевать бронзовые медали.
В сезоне 2009/10 Раск установила свой личный рекорд результативности, впервые набирая в среднем более одного очка за игру. В межсезонье она перешла в другую команду лиги — «Лександ». В новой команде Фанни сыграла наибольшее для себя количество игр в сезоне, но результативность её игры существенно снизилась. Перед сезоном 2011/12 Раск вновь сменила клуб, подписав контракт с АИКом. Она вновь стала показывать высокую результативность и по итогам регулярного сезона набрала более 30-ти результативных баллов. В течение чемпионата Фанни дебютировала за основную сборную Швеции. В сезоне 2012/13 Фанни сумела завоевать вместе с АИКом чемпионский титул, первый для клуба с 2009 года. Раск стали чаще вызывать в сборную, и она стала претендентом для участия на Зимних Олимпийских играх 2014 в Сочи. Сезон 2013/14 она проводила в подготовке к Играм, и в итоге была включена в заявку шведской сборной. На турнире она сыграла в 6-ти матчах, в которых не отметилась результативными действиями. При этом Раск имела наименьшее игровое время среди всех нападающих своей команды. Шведки боролись за бронзовые медали, но уступили третье место сборной Финляндии.

### Вторая Олимпиада. Завершение карьеры
Учась в старшей школе Раск хотела, как и брат Виктор, продолжить карьеру в США и играть в хоккей в колледже, но этого не произошло. Постолимпийский сезон сложился для Фанни неудачно: она показала худшую результативность за 4 сезона в АИКе и не сумела попасть в окончательный состав сборной на чемпионат мира. Летом 2015 года Раск перешла в свой четвёртый клуб в Рикссериен — ХВ71. С первых матчей за новую команду Фанни начала демонстрировать высокую результативность. В регулярном сезоне она набрала наибольшее количество очков в карьере (40) и стала лучшим бомбардиром ХВ71. Раск чаще играла за сборную Швеции и в апреле 2016 года сыграла на своём первом чемпионате мира. На турнире она сыграла в пяти матчах, отдав один результативный пас. Шведская сборная заняла на мировом первенстве 5-е место. В сезоне 2016/17 она продолжила быть лидером атаки своей команды, вновь став лучшим бомбардиром. Фанни сильно провела плей-офф, в котором ХВ71 дошёл до финала, где проиграл «Юргордену». Раск сыграла на чемпионате мира 2017, на котором отметилась одной заброшенной шайбой. После окончания мирового первенства, который завершился для сборной Швеции вне призовых мест, Фанни продлила контракт с ХВ71 на два года. Перед следующим сезоном Раск была назначена альтернативным капитаном ХВ71. В 2017 году она стала профессиональной спортсменкой, благодаря грантам Олимпийского комитета Швеции, зарплате в клубе и небольшой финансовой помощи Виктора. По словам Фанни, она всегда могла положиться на своего брата, и они часто обменивались друг с другом мнением о ситуации в хоккее. С 2016 года Фанни Раск стала играть под номером Виктора — «49».
Сезон 2017/18 начался для Раск с травмы руки вследствие попадания в неё шайбы. Из-за повреждения она пропустила две недели. Большую часть сезона Фанни провела в составе национальной сборной, готовящейся к Зимним Олимпийским играм 2018. Она стала третьим бомбардиром ХВ71, заработав 25 (8+17) результативных баллов, и единственным игроком клуба, который вошёл в окончательную заявку на Игры. Хоккейный турнир в Пхёнчхане стал лучшим для Раск на международном уровне. Она набрала 6 (2+4) очков в 6-ти матчах и стала лучшим бомбардиром своей сборной. Однако шведки выступили неудачно, опередив только хозяек Игр, победив их в матче за 7-е место. По завершении сезона она продлила на год контракт с ХВ71. Генеральный менеджер клуба Петер Экелунд отмечал высокий профессионализм Фанни, который проявляется как в матчах, так и на тренировках. 10 января 2019 года Раск была дисквалифицирована Шведской женской хоккейной лигой (SDHL) на семь матчей за удар во время игры Анны Боргквист. Спустя 13 дней, после апелляции в Национальном спортивном совете, дисквалификация, являющаяся второй по длительности в истории SDHL, была отменена. Несмотря на снижение результативности, Раск регулярно вызывалась в национальную команду. В апреле она принимала участие на своём третьем чемпионате мира. Сборная Швеции завершила турнир на 9-м месте, и впервые в своей истории была переведена в нижний дивизион.
После сезона 2019/20 Раск заявила, что покинет ХВ71, за который выступала на протяжении последних четырёх лет. Фанни имела контрактное предложение от клуба «Лулео», но предпочла вернуться в АИК. В августе 2019 года Раск и все другие хоккеистки национальной команды объявили бойкот Шведской хоккейной ассоциации в знак протеста против прекращения финансовой поддержки женской сборной. По словам хоккеисток, при действующих условиях, выступление за сборную им давало меньше, чем отказ от международных матчей. Спустя два месяца, после принятия Ассоциацией ряда пунктов соглашения, забастовка игроков прекратилась. По словам Раск, окончание бойкота принесло ей огромное облегчение. В сезоне 2019/20 Фанни продолжила демонстрировать высокий уровень результативности. Она продолжила играть за национальную сборную и готовилась принять участие на турнире первого дивизиона чемпионата мира в Анже. Однако, из-за пандемии COVID-19 данный турнир был отменён. В июле 2020 года Фанни Раск объявила о завершении карьеры, опубликовав пост в Instagram. Основной причиной стало разочарование из-за недостаточных темпов профессионализации женского хоккея Швеции. По признаю Раск, она всегда хотела, чтобы женская лига Швеции стала профессиональной, и игроки могли сконцентрироваться исключительно на спорте.

## Стиль игры
Фанни Раск считается игроком высокого класса, который может уверенно сыграть как в нападении, так и в защите. Отмечают отличный уровень владения шайбой хоккеистки, её способность обострять игру и создавать большое количество опасных моментов у ворот соперниц. Раск выделяется своими лидерскими качествами.

## Статистика
| Легенда | Легенда                    | Легенда | Легенда                   | Легенда | Легенда    |
| ------- | -------------------------- | ------- | ------------------------- | ------- | ---------- |
| И       | Количество проведённых игр | Штр     | Штрафное время            | +/−     | Плюс-минус |
| Г       | Голы                       | П       | Голевые передачи          | О       | Очки       |
| -       | Статистика неизвестна      | —       | Статистика не учитывалась |         |            |

### Международная
По данным: Eurohockey.com и Eliteprospects.com

## Достижения
Командные
| Год  | Команда         | Достижение                                  | Достижение |
| ---- | --------------- | ------------------------------------------- | ---------- |
| 2009 | Швеция (юниор.) | Бронзовый призёр юниорского чемпионата мира |            |
| 2013 | АИК             | Чемпионка Швеции                            |            |
| 2015 | АИК             | Серебряный призёр чемпионата Швеции (2)     |            |
| 2017 | ХВ71            | Серебряный призёр чемпионата Швеции (2)     |            |

- По данным Eliteprospects.com.